# 福德里弗鎮區 (密歇根州)
福德里弗鎮區（英語：Ford River Township）是位於美國密歇根州德爾塔縣的一個行政鎮區。

## 地方資料
福德里弗鎮區的面積為169.00平方千米，當中陸地面積為167.90平方千米，而水域面積為1.10平方千米。根據2020年美國人口普查的數據，當地共有人口2019人，而人口密度為每平方千米11.95人。